# Lex mercatoria
Lex mercatoria (někdy též transnacionální právo mezinárodních obchodních transakcí nebo světové právo mezinárodního obchodu) je systémem obecných principů a obyčejových norem, spontánně aplikovaných či vypracovaných v rámci mezinárodního obchodu, a to bez odvolání na jednotlivé systémy národních právních norem. Je založen na koncepci existence samostatného systému norem, který je odlišný od jednotlivých systémů vnitrostátního i mezinárodního práva a upravuje právní vztahy vznikající v rámci mezinárodního obchodu. Lex marcatoria vznikl ve středověku na přelomu 11. a 12. století v oblasti středomořských přístavních měst; v současné době ovšem neexistuje jeho jednotná koncepce a některými právními teoretiky je popírána vůbec možnost jeho existence. V praxi se ovšem zpravidla připouštějí určité formy, např. obchodní obyčeje a zejména též standardizované formy obchodních doložek, které přijala Mezinárodní obchodní komora pod názvem INCOTERMS. Je též možné použití Lex mercatoria při rozhodování mezinárodní obchodní arbitráže, a to při výslovné volbě stran na základě autonomie vůle.